# Garth Butcher
Garth Butcher, född 8 januari 1963, är en kanadensisk före detta professionell ishockeyback som tillbringade 14 säsonger i den nordamerikanska ishockeyligan National Hockey League (NHL), där han spelade för Vancouver Canucks, St. Louis Blues, Quebec Nordiques och Toronto Maple Leafs. Han producerade 206 poäng (48 mål och 158 assists) samt drog på sig 2 302 utvisningsminuter på 897 grundspelsmatcher.
Butcher spelade också för Fredericton Express i American Hockey League (AHL) och Regina Pats och Kamloops Junior Oilers i Western Hockey League (WHL).
Han draftades av Vancouver Canucks i första rundan i 1981 års draft som tionde spelare totalt.
Butcher var en enforcer (slagskämpe) under sin NHL-karriär.

## Statistik
| 1978–1979  | Regina Pat Canadians   | SMAAAHL    | 22  | 2  | 22  | 24  | 72   | —  | —  | —  | —  | —   |
| 1979–1980  | Regina Pat Blues       | SJHL       | 51  | 15 | 31  | 46  | 236  | —  | —  | —  | —  | —   |
|            | Regina Pats            | WHL        | 13  | 0  | 4   | 4   | 20   | 9  | 0  | 0  | 0  | 45  |
| 1980–1981  | Regina Pats            | WHL        | 69  | 9  | 77  | 86  | 230  | 11 | 5  | 17 | 22 | 60  |
| 1981–1982  | Vancouver Canucks      | NHL        | 5   | 0  | 0   | 0   | 9    | 1  | 0  | 0  | 0  | 0   |
|            | Regina Pats            | WHL        | 65  | 24 | 68  | 92  | 318  | 19 | 3  | 17 | 20 | 95  |
| 1982–1983  | Vancouver Canucks      | NHL        | 55  | 1  | 13  | 14  | 104  | 3  | 1  | 0  | 1  | 2   |
|            | Kamloops Junior Oilers | WHL        | 5   | 4  | 2   | 6   | 4    | 6  | 4  | 8  | 12 | 16  |
| 1983–1984  | Vancouver Canucks      | NHL        | 28  | 2  | 0   | 2   | 34   | —  | —  | —  | —  | —   |
|            | Fredericton Express    | AHL        | 25  | 4  | 13  | 17  | 43   | 6  | 0  | 2  | 2  | 19  |
| 1984–1985  | Vancouver Canucks      | NHL        | 75  | 3  | 9   | 12  | 152  | —  | —  | —  | —  | —   |
|            | Fredericton Express    | AHL        | 3   | 1  | 0   | 1   | 11   | —  | —  | —  | —  | —   |
| 1985–1986  | Vancouver Canucks      | NHL        | 70  | 4  | 7   | 11  | 188  | 3  | 0  | 0  | 0  | 0   |
| 1986–1987  | Vancouver Canucks      | NHL        | 70  | 5  | 15  | 20  | 207  | —  | —  | —  | —  | —   |
| 1987–1988  | Vancouver Canucks      | NHL        | 80  | 6  | 17  | 23  | 285  | —  | —  | —  | —  | —   |
| 1988–1989  | Vancouver Canucks      | NHL        | 78  | 0  | 20  | 20  | 227  | 7  | 1  | 1  | 2  | 22  |
| 1989–1990  | Vancouver Canucks      | NHL        | 80  | 6  | 14  | 20  | 205  | —  | —  | —  | —  | —   |
| 1990–1991  | Vancouver Canucks      | NHL        | 69  | 6  | 12  | 18  | 257  | —  | —  | —  | —  | —   |
|            | St. Louis Blues        | NHL        | 13  | 0  | 4   | 4   | 32   | 13 | 2  | 1  | 3  | 54  |
| 1991–1992  | St. Louis Blues        | NHL        | 68  | 5  | 15  | 20  | 189  | 5  | 1  | 2  | 3  | 16  |
| 1992–1993  | St. Louis Blues        | NHL        | 84  | 5  | 10  | 15  | 211  | 11 | 1  | 1  | 2  | 20  |
| 1993–1994  | St. Louis Blues        | NHL        | 43  | 1  | 6   | 7   | 76   | —  | —  | —  | —  | —   |
|            | Quebec Nordiques       | NHL        | 34  | 3  | 9   | 12  | 67   | —  | —  | —  | —  | —   |
| 1994–1995  | Toronto Maple Leafs    | NHL        | 45  | 1  | 7   | 8   | 59   | 7  | 0  | 0  | 0  | 8   |
| NHL totalt | NHL totalt             | NHL totalt | 897 | 48 | 158 | 206 | 2302 | 50 | 6  | 5  | 11 | 122 |
| AHL totalt | AHL totalt             | AHL totalt | 28  | 5  | 13  | 18  | 54   | 6  | 0  | 2  | 2  | 19  |
| WHL totalt | WHL totalt             | WHL totalt | 152 | 37 | 151 | 188 | 572  | 45 | 12 | 42 | 54 | 216 |

### Internationellt
| Källa:        | Källa:        | Källa:        |         | Utv = Utvisningsminuter | Utv = Utvisningsminuter | Utv = Utvisningsminuter | Utv = Utvisningsminuter | Utv = Utvisningsminuter |
| År            | Lag           | Mästerskap    | Matcher | Mål                     | Assists                 | Poäng                   | Utv                     |                         |
| ------------- | ------------- | ------------- | ------- | ----------------------- | ----------------------- | ----------------------- | ----------------------- | ----------------------- |
| 1982          | Kanada        | JVM           | 7       | 1                       | 3                       | 4                       | 0                       |                         |
| 1992          | Kanada        | VM            | 3       | 1                       | 0                       | 1                       | 4                       |                         |
| Junior totalt | Junior totalt | Junior totalt | 7       | 1                       | 3                       | 4                       | 0                       |                         |
| Senior totalt | Senior totalt | Senior totalt | 3       | 1                       | 0                       | 1                       | 4                       |                         |